# تسلية و ألعاب (من الأفضل الاتصال بسول)
«تسلية و ألعاب» (بالإنجليزية: Fun and Games)‏ هي الحلقة التاسعة للموسم السادس من مسلسل إيه إم سي التلفزيوني الدرامي من الأفضل الاتصال بسول، المسلسل يُعتبر بادئة من مسلسل اختلال ضال. تم بث الحلقة في 11 يوليو 2022 على قناة إيه إم سي بالولايات المتحدة. خارج الولايات المتحدة، تم عرض الحلقة لأول مرة على خدمة البث نتفليكس في عدة بلدان.

## الاستقبال

### التقييمات
شاهد الحلقة ما يقدر بـ 1.22 مليون مشاهد خلال بثها الأول على إيه إم سي في 18 يوليو 2022.

## وصلات خارجية
- «تسلية و ألعاب» على إيه إم سي (بالإنجليزية)
- «تسلية و ألعاب» على قاعدة بيانات الأفلام على الإنترنت (بالإنجليزية)